# 1,3-butanodiol

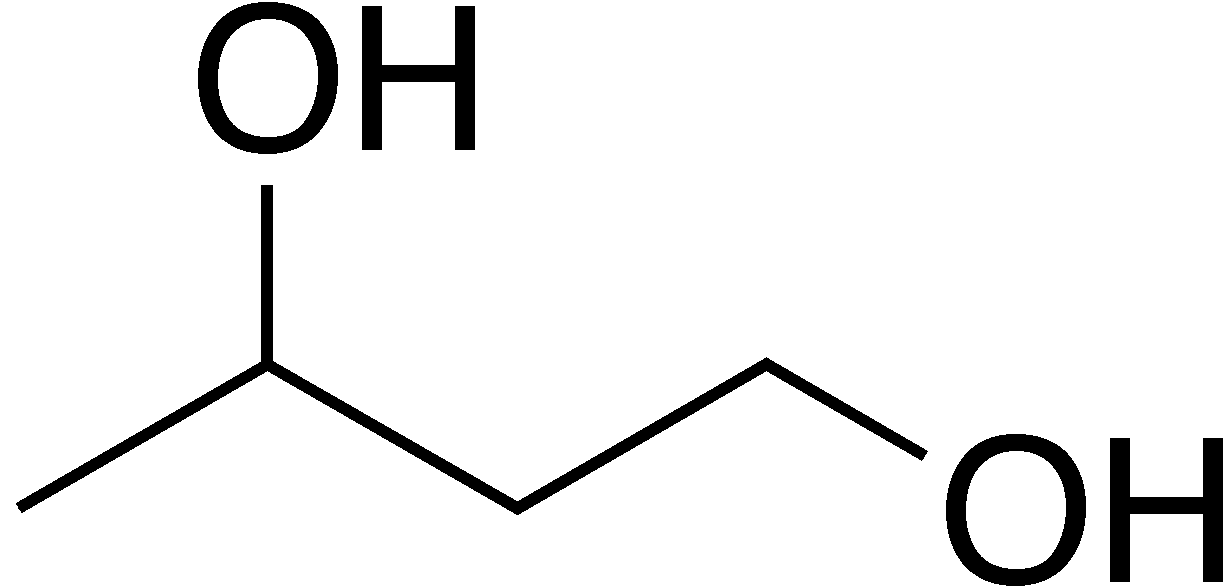
butano-1,3-diol.

El butano-1,3-diol es un compuesto orgánico, y concretamente un alcohol. Se emplea como disolvente de condimentos de alimentos y es un comonómero empleado en determinadas resinas de poliuretano y poliéster. Es uno de los cuatro isómeros estables del butanodiol. En biología, tiene aplicaciones como agente hipoglucémico.